# Берестовицький район
Берестови́цький райо́н — адміністративно-територіальна одиниця Білорусі, Гродненська область. Площа району становить — 743,43 км²; населення становить — 18 017 осіб, міське — 5 720 осіб, сільське — 12 297, густота населення — 6,62 осіб/км². Адміністративний центр — Велика Берестовиця.

## Адміністрація

### Адміністративно-територіальний поділ
У Берестовицькому районі знаходиться 127 населених пунктів, що поділені на 8 сільських рад: Олекшицька, Берестовицька, Канюхівська, Макарівецька, Малоберестовицька, Погранична, Пархимівська, Ейсмантавська.
25 вересня 2003 року було скасовано Кватарську сільську раду, підпорядковані їй села були приєднані до Пограничної селищної ради.
5 жовтня 2007 року Пограничну селищну раду було реорганізовано у сільську.